# セント・マイケルズ・マウント
セント・マイケルズ・マウント（英語: St. Michael's Mount、コーンウォール語: Karrek Loos yn Koos, 意味 "森林の中の白い石")とは、イギリス（イングランド）の南西コーンウォールのすぐ沖合にある小さなタイダル・アイランドである。
干潮から中位時には、グレートブリテン島のマラジオン町と人工の花崗岩の土手道で地続きになる。この様子がフランスの有名な世界遺産モン・サン＝ミシェルと似ている事から、英国版モン・サン＝ミシェルとも呼ばれる。薔薇戦争中期の1473年9月にランカスター派のオックスフォード伯ジョン・ド・ヴィアーはこの島を占領しヨーク派に抵抗したが敵わず降伏、フランス・カレーの要塞に幽閉された。
2011年のこの教区の人口は35人である。ナショナル・トラストによって管理されており、約1650年以来、城と礼拝堂はセント・レヴァン男爵セントオービン家の所有である。山頂の初期の建物は12世紀のものである。
コーンウォール語の"森林の中の白い石"は、この湾が沈む前の様子を表した可能性がある。大きく潮が引いた時に、木の残骸が確認され、放射性炭素年代測定では、紀元前1700年頃のものと確認された。
セント・マイケルズ・マウントは、本土の英国から橋をかけずに歩いて行くことができる43の潮間島の1つである。 島の一部は、その地質学特徴から1995年に自然保護協会特別指定地区に指定された。

## ギャラリー

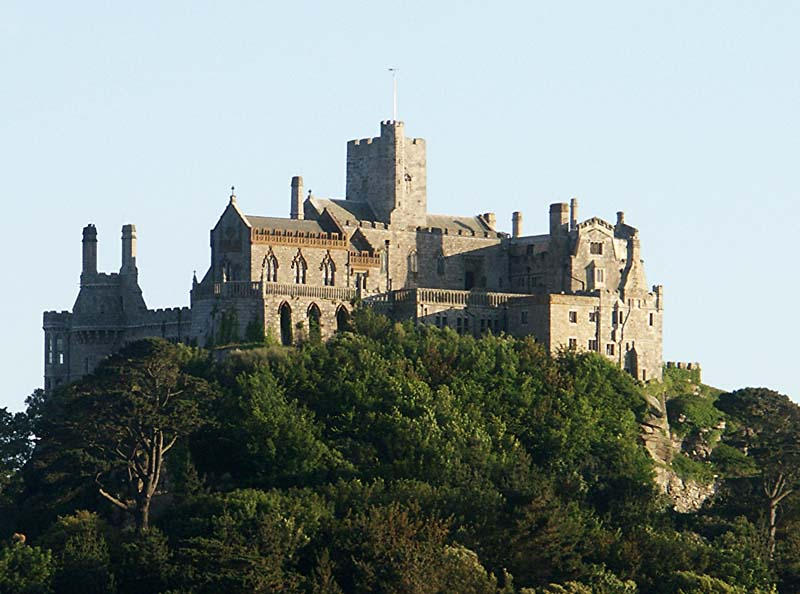
Castle of St. Michael
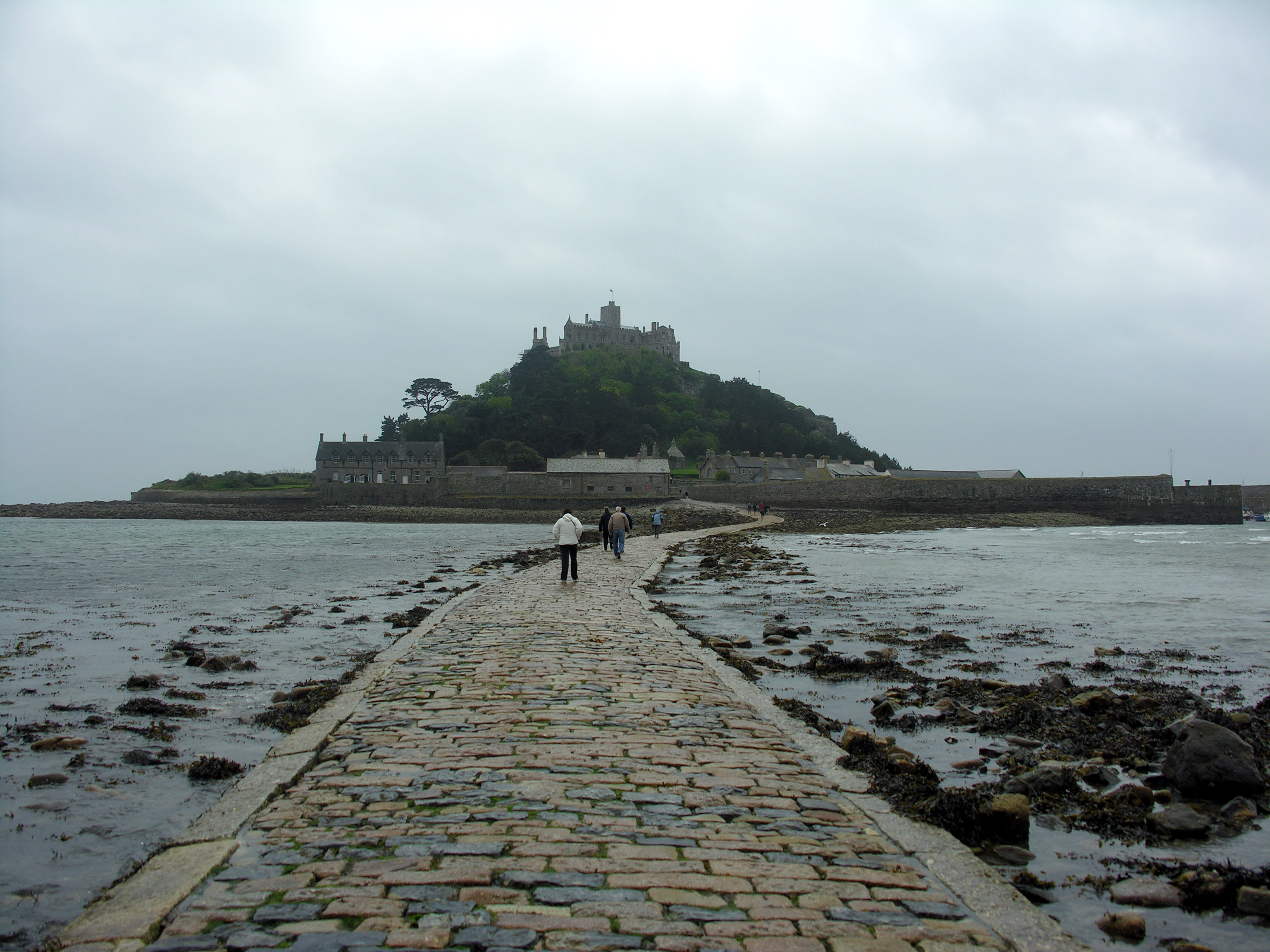
Causeway at low tide.
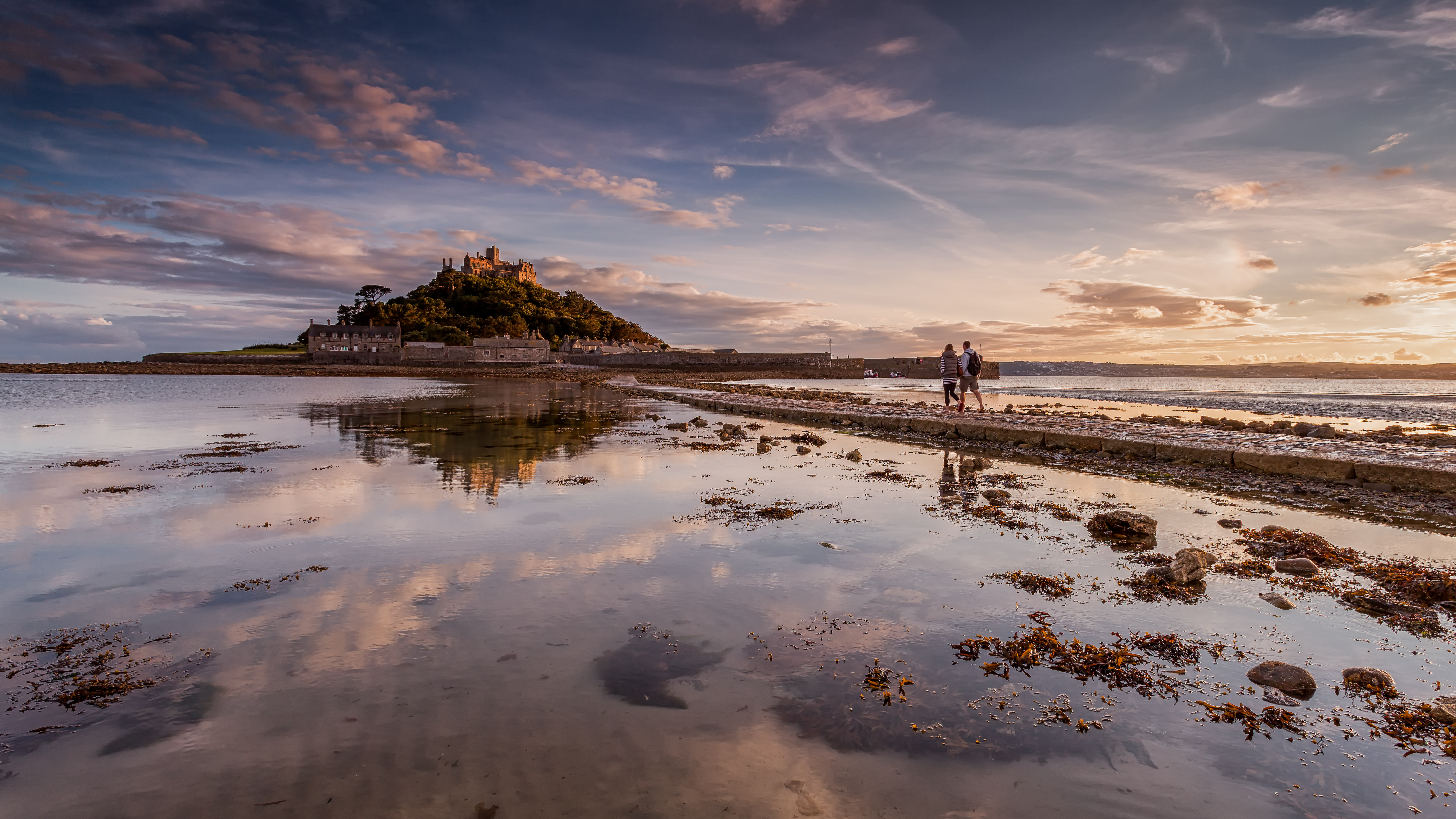
Mount's Bay, 2014
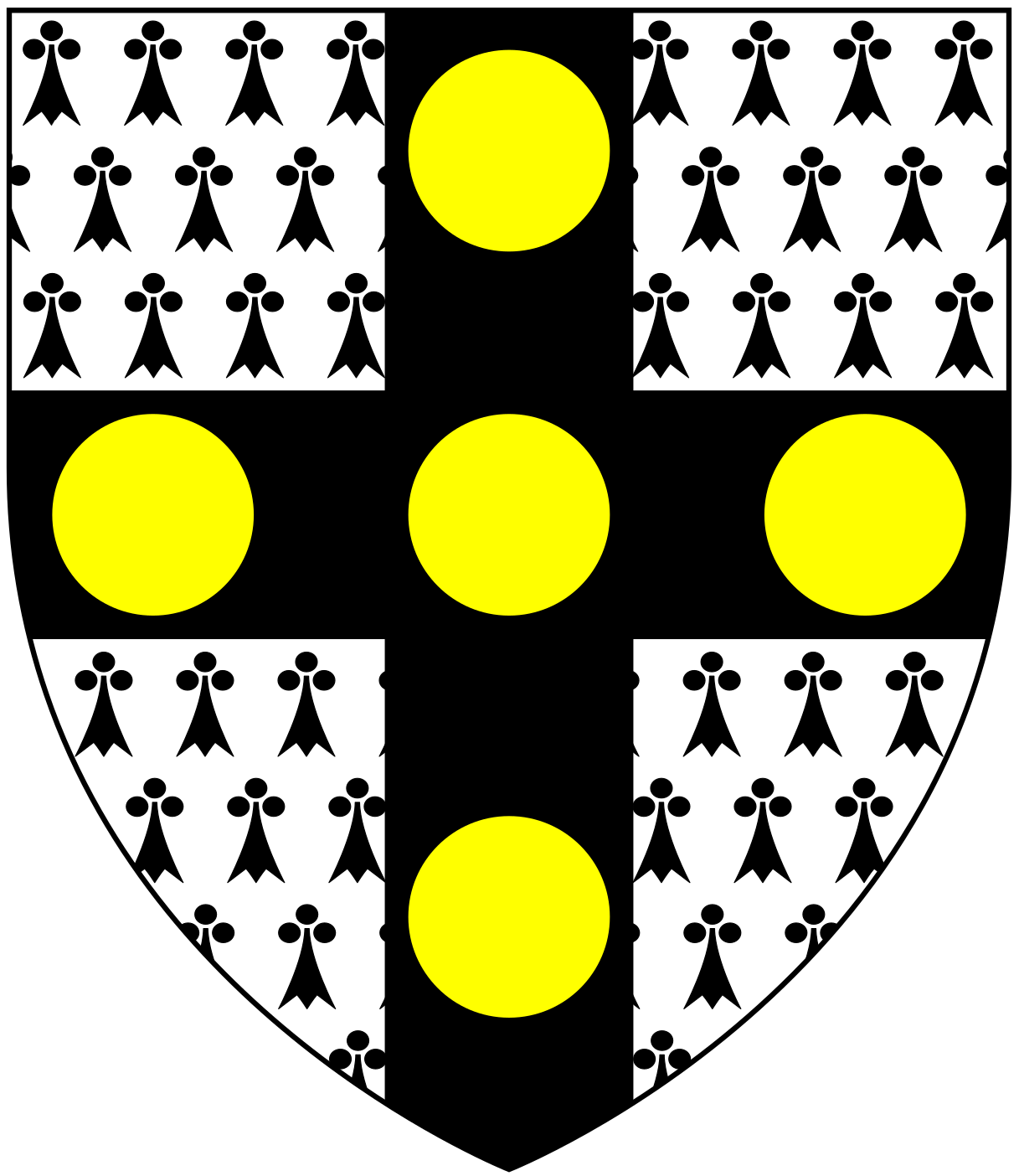
St Aubyn family arms